# Форгартен-штрасе (станція метро)

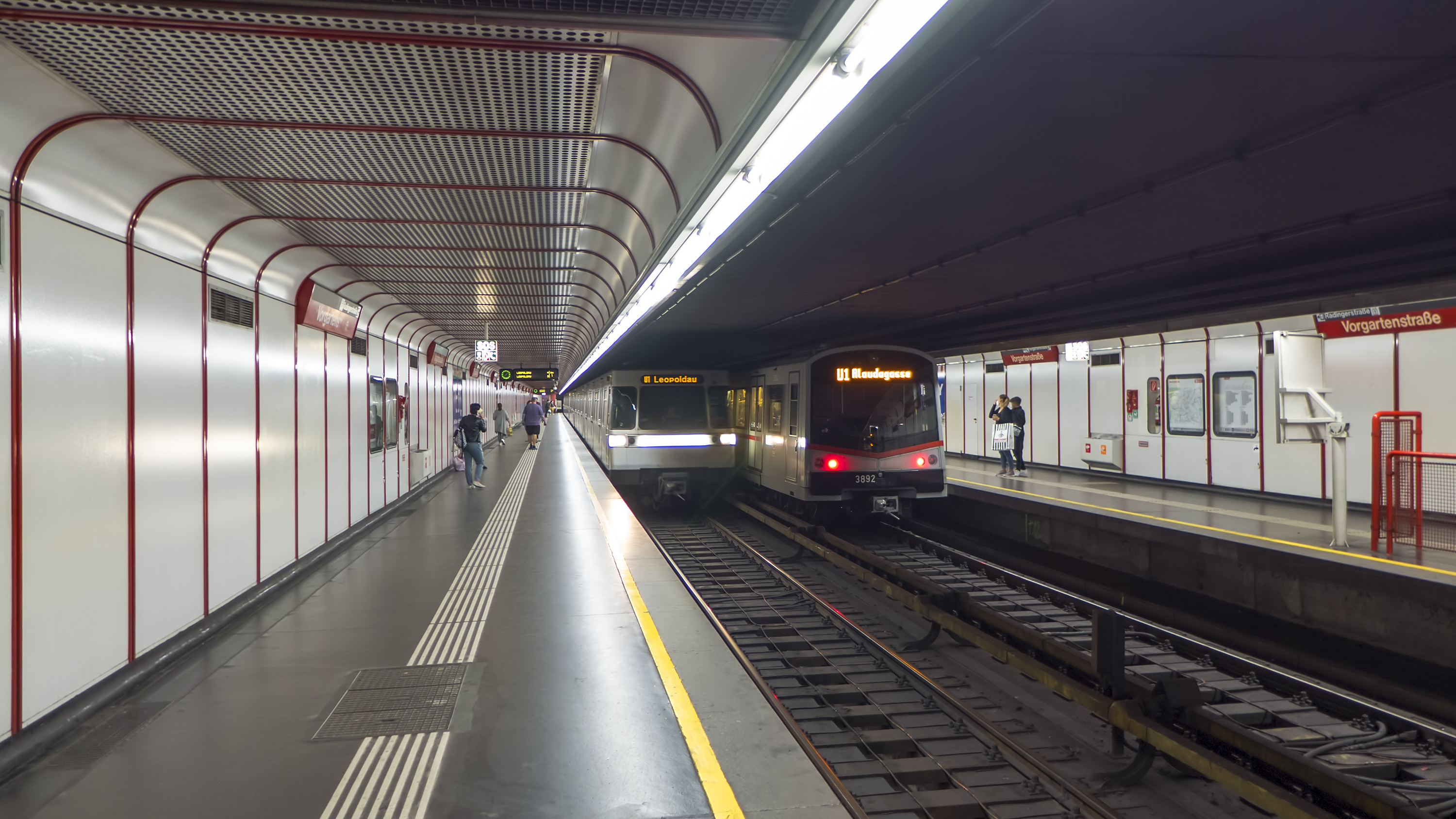
Платформи станції

48°13′26″ пн. ш. 16°24′06″ сх. д. / 48.224° пн. ш. 16.4018° сх. д.
«Форгартен-штрасе» (нім. Vorgartenstraße) — станція Віденського метрополітену, розміщена на лінії U1 між станціями «Пратерштерн» та «Донауінзель». Відкрита 3 вересня 1982 року у складі дільниці «Пратерштерн» — «Центрум-Кагран». Названа за однойменною вулицею, яка отримала таку назву через те, що перед кожним будинком на ній були сади.
Розташована в 2-му районі Відня (Леопольдштадт), під вулицею Лассалле-штрасе. Має виходи до Радінгер-штрасе та однойменної вулиці.